# Simmelkær Sogn
Simmelkær Sogn er et sogn i Herning Nordre Provsti (Viborg Stift).
I slutningen af 1800-tallet var Simmelkær Sogn anneks til Grove Sogn, der hørte til Ginding Herred i Ringkøbing Amt. Simmelkær Sogn blev i 1893 udskilt fra Ørre Sogn, som det derefter dannede sognekommune sammen med. Den blev senere delt, så hvert sogn var en selvstændig sognekommune. Disse to sogne hørte til Hammerum Herred, også i Ringkøbing Amt. Ved kommunalreformen i 1970 blev både Ørre og Simmelkær indlemmet i Herning Kommune.
I Simmelkær Sogn ligger Simmelkær Kirke.
I sognet findes følgende autoriserede stednavne:
- Neder Simmelkær (bebyggelse, ejerlav)
- Simmelkær (bebyggelse)
- Sneptrup (bebyggelse, ejerlav)
- Øster Sneptrup (bebyggelse)